# Industrieregion Kaesŏng
Die Industrieregion Kaesŏng ist eine Sonderwirtschaftszone in Nordkorea nahe der Stadt Kaesŏng. Sie ist seit 2003 Teil der Provinz Hwanghae-pukto und grenzt im Süden an die Provinz Gyeonggi-do in Südkorea. Der Betrieb wurde Februar 2016 eingestellt.

## Geschichte
Die Einrichtung der gemeinsamen Industriezone zwischen Nord- und Südkorea wurde auf dem ersten innerkoreanischen Gipfeltreffen beschlossen, das vom 13. bis 15. Juni 2000 unter dem südkoreanischen Premierminister Kim Dae-jung und dem nordkoreanischen Machthaber Kim Jong-il in Pjöngjang stattfand.
Die Region entstand am 13. November 2002 durch Abspaltung des Landkreises P’anmun (P’anmun-gun; 판문군; 板門郡) und eines Teils der Stadt Kaesŏng (Kaesŏng-si; 개성시; 開城市) von der besonderen Verwaltungsregion Kaesŏng, einer von 1955 bis 2003 von der Regierung in Pjöngjang zentral verwalteten Stadt.
Anfang April 2013 kam es nach internationalen Spannungen auch zur Schließung der Sonderwirtschaftszone. Den Angestellten aus Südkorea wurde zuerst die Einreise nicht gestattet, kurz darauf wurde der gesamte Komplex mit seinen etwa 53.000 nordkoreanischen Arbeitern geschlossen. Mitte August desselben Jahres einigten sich beide Staaten nach mehreren Verhandlungsrunden auf eine Wiedereröffnung des Industriegebiets. Es sei nach Angaben des südkoreanischen Vereinigungsministeriums ein fünf Punkte umfassendes Abkommen zu der Sonderwirtschaftszone geschlossen worden.
Im Februar 2016 wurde die Industrieregion erneut geschlossen, diesmal von südkoreanischer Seite, nachdem Nordkorea kurz zuvor in Punggye-ri (Provinz Hamgyŏng-pukto) eine Atomwaffe getestet und in Sohae (Provinz P’yŏngan-pukto) eine Langstreckenrakete gestartet hatte. Betroffene südkoreanische Unternehmen protestierten gegen diesen Schritt. Nordkorea beschlagnahmte die im Industriepark verbliebenen Produktionsmittel. Südkorea unterbrach daraufhin am Abend des 11. Februar 2016 die Strom- und Wasserzufuhr in die Zone.
Im Zuge des 2018 eingeleiteten Entspannungsprozesses zwischen den beiden koreanischen Staaten erklärte Kim Jong-un in seiner Neujahrsansprache 2019 die Bereitschaft Nordkoreas den Betrieb des Industriekomplexes ohne Vorbedingungen und Gegenleistungen wieder aufzunehmen.

## Wirtschaft und Infrastruktur
Das Zentrum der Aktivitäten in der 66 Quadratkilometer großen Industrieregion bildet der Kaesŏng Industrial Park. Nach den 5. Innerkoreanischen Gesprächen am 23. Mai 2003 wurde in dem Gebiet die Schaffung einer Zollfreizone mit freiem Handel beschlossen. Als Investor konnte, wie schon in der Touristenregion Kŭmgang-san, die Hyundai Motor Company gewonnen werden.
Die Industrieregion Kaesŏng, an der wiederaufgebauten Straßen- und Eisenbahnverbindung zwischen Pjöngjang und Seoul gelegen, ist in Wohn- und touristische Bereiche und den eigentlichen Industriepark aufgeteilt, in dem 54.000 Nordkoreaner sowie 800 Südkoreaner für 123 südkoreanische Unternehmen arbeiten. Investiert wurden von südkoreanischer Seite insgesamt 800 Millionen Dollar.
Es sind vor allem arbeitsintensive und energiesparsame kleine bis mittelständische Firmen angesiedelt worden, um die in der Region vergleichsweise niedrigen Lohnkosten für wettbewerbsfähige Produktion für die Märkte in Nord- und Südkorea und der Volksrepublik China zu nutzen.
2012 wurden Waren im Wert von 470 Millionen Dollar hergestellt. Produziert wurden unter anderem Textilien, Kleidung, Haushaltsgeräte und Autoteile.
Die Lohnkosten der nordkoreanischen Arbeiter betragen im Durchschnitt 130 Dollar im Monat. Der nordkoreanische Staat erhält durch Steuern und Lizenzeinnahmen jährlich etwa 100 Millionen Dollar Devisen. Der Mindestlohn für nordkoreanische Arbeiter in diesem Industriekomplex wurde seit 2007 jährlich in 5-Prozent-Schritten angehoben und liegt seit August 2012 bei 67 Dollar. Die Verhandlungen führen der südkoreanische Ausschuss für das Management der Industriezone und die nordkoreanische Zentrale zur Entwicklung von Sonderzonen.

## Kritik

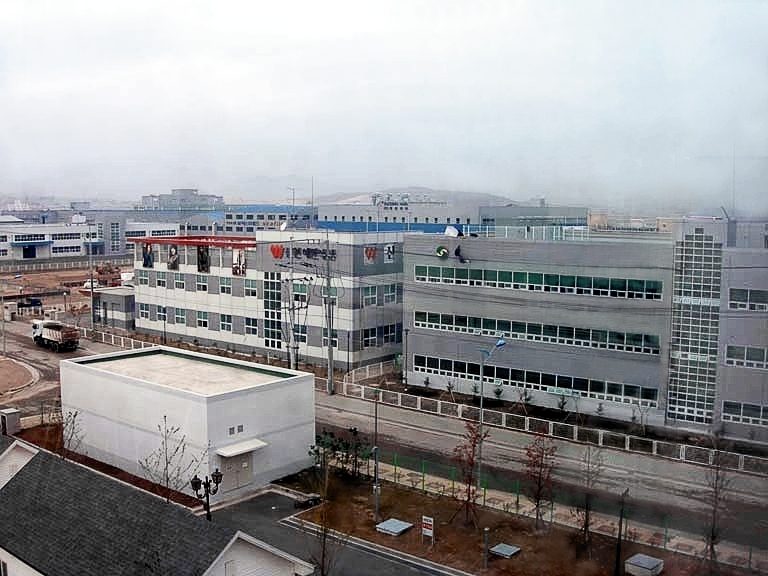
Fabrik in der Industrieregion Kaesŏng

Das Projekt wird von südkoreanischen Quellen teilweise deswegen kritisiert, weil der Lohn von rund 67 US-Dollar im Monat (Stand: 2012) nicht direkt an die Arbeiter, sondern an die nordkoreanische Regierung gezahlt wird. Diese ziehe für Sozialleistungen 22,50 Dollar ab, der Rest wird zu dem offiziellen, aber in der Praxis deutlich überbewerteten Kurs von einem Dollar zu 143 Won umgerechnet und an die Arbeiter ausgezahlt. Die konservative südkoreanische Zeitung Chosun Ilbo errechnete daraus einen Monatslohn von weniger als zwei US-Dollar.
Außerdem habe die Krise um das nordkoreanische Kernwaffenprogramm gezeigt, auf welch unsicherem Grund die dort getätigten Investitionen stünden. So gibt es vor allem aus konservativen Kreisen die Forderung, die Zusammenarbeit mit Nordkorea auch in diesem Punkt zu beenden.

## Belege
1. ↑  Rainer Dormels: Profiles of the cities of DPR Korea – Kaesong, Universität Wien 2014, abgerufen am 11. September 2015
2. ↑  Rüdiger Frank: Nordkorea. Deutsche Verlags-Anstalt, München 2014, S. 77 f., ISBN 978-3-421-04641-3
3. ↑  Industriezone Kaesong: Nordkorea stoppt sein kapitalistisches Experiment
4. ↑  Symbol der Entspannung: Nordkorea öffnet Business-Park Kaesong für den Süden bei Spiegel Online, 14. August 2013 (abgerufen am 14. August 2013).
5. ↑  Sanktionen: Südkorea schließt Industriepark in Nordkorea. Spiegel online vom 10. Februar 2016
6. ↑  Seoul stoppte Stromversorgung für Fabrikpark in Kaesong. In: orf.at. 12. Februar 2016, abgerufen am 15. März 2024.
7. ↑  The Pyongyang Times, 5. Januar 2019, S. 3
8. ↑  DPRK Guidebook: DPRK’s Special Economic Zones (Memento vom 6. Juli 2010 im Internet Archive)
9. ↑  The Wall Street Journal: North Korea Suspends Operations at Kaesŏng Industrial Complex, vom 8. April 2013
10. ↑  focus.de: Konflikt mit Südkorea – Nordkorea riegelt Industriepark Kaesong ab (Seite nicht mehr abrufbar, festgestellt im Juli 2025. Suche in Webarchiven)  Info: Der Link wurde automatisch als defekt markiert. Bitte prüfe den Link gemäß Anleitung und entferne dann diesen Hinweis., 3. April 2013. Abgerufen am 3. April 2013
11. ↑  handelsblatt.com: Industriekomplex geschlossen – Nordkorea zieht Arbeiter aus Kaesong ab, 8. April 2013. Abgerufen am 8. April 2013
12. ↑  focus.de: Konflikte – Südkorea droht dem Norden mit Militäraktion, 3. April 2013. Abgerufen am 3. April 2013
13. ↑  badische-zeitung.de: Wenn Kim Jong-un die Sonderwirtschaftszone opfert, droht Krieg, 3. April 2013. Abgerufen am 7. April 2013
14. ↑  Mindestlohn für Nordkoreaner im Kaesong-Komplex um fünf Prozent erhöht. KBS World Radio, 6. August 2012 (deutsch)

Koordinaten: 37° 56′ N, 126° 38′ O